# هابیت (رمان)
هابیت، یا آن‌جا و بازگشت دوباره (انگلیسی: The Hobbit, or There and Back Again) یک رمان خیال‌پردازی کودکانه نوشتهٔ جی. آر. آر. تالکین، نویسندهٔ انگلیسی است. این اثر در ۲۱ سپتامبر ۱۹۳۷ به چاپ رسید و با استقبال گسترده منتقدان همراه بود. این اثر نامزد دریافت مدال کارِنگی شد و برای بهترین خیال‌پردازی نوجوانانه جایزه ای از نیویورک هرالد تریبیون دریافت کرد. این رمان همچنان در میان مردم محبوب است و به عنوان کتابی کلاسیک در ادبیات کودکان شناخته می‌شود. داستان هابیت در دنیای خیالی تالکین جریان دارد و دربارهٔ تلاش هابیتی به نام بیلبو بگینز خانه‌دوست، می‌باشد که به دنبال به دست آوردن سهم خود از گنجی که توسط اسماگ اژدها محافظت می‌شود، است. بیلبو با سفر خود از محیط‌های روشن و روستایی به قلمرو شوم‌تری راهی می‌شود.
داستان در قالب یک جستجوی بخش‌بخش روایت می‌شود که بیشتر قسمت‌ها، بخش خاصی از جغرافیای تالکین را معرفی می‌کنند.